# 趙家人
赵家人源自中國大陸網路流行語，泛指与中華人民共和國有密切關係的高級官僚、機構高層、企業主、大富豪、藝人、體制內幹部以及他們的家屬子女等紅色權貴階層，語出鲁迅的《阿Q正传》。其原型是鲁迅先生笔下的赵庄赵太爷，象征上层阶级，现实中泛指高级官僚、富豪、体制内干部以及家属子女等，即既得利益者、实际掌权者。而“精赵”一词，即“精神赵家人”，指自认为能在执政集团的强势下沾光的人。
2015年12月，一篇题为《万科寶能之争：门口的野蛮人，背后的赵家人》的文章在互联网上传播，该文章中用“赵家人”一词指中共权贵阶层。文章發佈不久，“赵家人”便成为中国大陸网络流行语。中宣部曾下令要求媒體不得使用“趙家人”、“紅朝”，以及類似的詞語，已經使用這些詞語的媒體則遭到了處分。

## 詞語出處
「趙家人」一詞有多种来源。最盛传的来源是源於《阿Q正傳》，原型為趙莊趙太爺。趙老太爺曾對處於社會底層的阿Q說：“你那（哪）裡配姓趙！”
|                                 | ……那是趙太爺的兒子進了秀才的時候，鑼聲鏜鏜的報到村裡來，阿Q正喝了兩碗黃酒，便手舞足蹈的說，這於他也很光采，因為他和趙太爺原來是本家，細細的排起來他還比秀才長三輩呢。其時幾個旁聽人倒也肅然的有些起敬了。那知道第二天，地保便叫阿Ｑ到趙太爺家裡去；太爺一見，滿臉濺朱，喝道： 「阿Ｑ，你這渾小子！你說我是你的本家麼？」 阿Ｑ不開口。 趙太爺愈看愈生氣了，搶進幾步說：「你敢胡說！我怎麼會有你這樣的本家？你姓趙麼？」 阿Ｑ不開口，想往後退了；趙太爺跳過去，給了他一個嘴巴。 「你怎麼會姓趙！——你哪裡配姓趙！」 |
| ——魯迅，《阿Q正傳》，第一章，序 | |

另外，也有认为赵家人来源于宋版《百家姓》将宋朝皇室的姓氏“赵”放在开篇第一姓。更是有人发现在西安事变前，预谋联合发动兵谏的国民党与共产党双方在通信中，国民党一律化姓李，如张学良化名李良；共产党化姓赵，如毛泽东化名赵东、苏共中央的信件署名赵联。
2015年12月19日，微信公眾號至道書院發佈了一篇文章《万科宝能之争：门口的野蛮人，背后的赵家人》，其中將中國資本市場分為四個階層：散、庄、财阀、赵家人。其中用「趙家人」指代財閥背後的「老闆」，即權貴階層，用「野蠻人」指代雖然擁有財富，但並沒有權勢的人。這篇文章使得「趙家人」一詞引發了廣泛關注。不過，紐約時報指出，實際上早在2013年就偶爾有人使用「赵家人」一词來指代權貴。

## 衍生用法
在“赵家人”一词在中國網絡上被广泛传播后，该词產生了一些衍生用法，例如“赵国”、“赵王”、“精赵”等。
| 原詞語或含義                             | 衍生用法                       |
| ---------------------------------------- | ------------------------------ |
| 中華人民共和國和中國共產黨               | 趙國、趙家                     |
| 中國共產黨中央委員會總書記（最高領導人） | 趙王、趙太爺                   |
| 中國人民解放軍                           | 趙家軍、趙家家丁               |
| 公安局和人民警察                         | 趙家家僕、趙家警察             |
| 人民法院、人民檢察院                     | 趙家法院、趙家檢察院、趙家家奴 |
| 人民政府                                 | 趙家王府                       |
| 人民公僕                                 | 趙家公僕                       |
| 為人民服務                               | 為趙家服務                     |
| 人民日報                                 | 趙家日報                       |
| 國家主權                                 | 趙家主權                       |
| 國家安全法                               | 趙家安全法                     |
| 煽動顛覆國家政權                         | 煽動顛覆趙家政權               |
| 中國人民的老朋友                         | 趙家人的老朋友                 |
| 中國梦                                   | 趙國梦                         |
| 網路評論員（「五毛黨」、「自乾五」等）   | 精神上的趙家人（精趙）         |
| 家人的官阶高低+含金量                    | 含赵量                         |
| 借助维稳机制来实施打击或陷害             | 趙彈                           |

自从“自乾五”连带着“五毛”在官方语境影响下，从贬义成为中性乃至褒义后，也有網友使用「你也配姓趙？」一句來作為與網絡評論員辯論時的嘲諷、回應和反擊。
中國諷刺漫畫家變態辣椒以中國共產黨黨旗為基礎，將簡化字“赵”與其合成為「趙國國旗」。

## 權貴關係網路資料公開事件
2016年2月29日，網誌编程随想的作者根据媒体及中国政府网站上的公开信息，整理出据称为中国大陆权贵阶层包括130多个家族、700多人的资料和关系网络，将其发布到軟體原始碼代管網站GitHub上面，并以「趙」的漢語拼音「Zhao」命名。6月8日，中国网络空间安全协会致信 （页面存档备份，存于）GitHub，称该项目下的一个issue诽谤中华人民共和国领导人习近平涉嫌杀害自己兄长，并要求尽快删除。该issue的作者用户名为CMB-news，其于GitHub上的个人主页显示该用户仅在2016年做出了数个不含任何代码的编辑，此后便无活动，亦未见其与项目Zhao的正式关联。3天后GitHub公开了这封信。这是GitHub收到的第一个来自代表中国大陆官方的请求。GitHub虽没有删除文章，但屏蔽了中国大陆用户访问“zhao”项目。

## 評價
- 北京外国语大学国际传播副教授乔木指出，“这是互联网时代对官方话语的一个颠覆性解构，过去我们都叫人民公仆，实际上还是权贵资本。中国就是红二代，但你直接讲这个东西比较敏感，所以用类似于‘赵家人’的说法作为一种调侃。”[1]
- 香港《东方日报》认为“赵家人”的说法“既是对爱国主义虚假宣传的抗拒，也是现实不满的体现”。[1]
- 中文政论刊物《北京之春》名誉主编胡平认为，以习近平为代表的中共红二代，目前在中国独揽政治、经济资源，这一状况与民间社会的权利诉求已形成日趋明显的对立。[15]